# Fresnes-sur-Apance
Fresnes-sur-Apance ist eine französische Gemeinde mit 161 Einwohnern (Stand 1. Januar 2022) im Département Haute-Marne in der Region Grand Est; sie gehört zum Arrondissement Langres. Die Bewohner werden Fresnois und Fresnoises genannt.

## Geografie
Fresnes-sur-Apance liegt an der Apance, rund 27 Kilometer ostsüdöstlich der Stadt Chaumont im Südosten des Départements Haute-Marne an der Grenze zum Département Vosges.

## Geschichte
Die Gemeinde war bis 1789 Teil der Bailliage de Vesoul innerhalb der Franche-Comté. Die Mechanisierung der Landwirtschaft führte zu einer starken Abwanderung im späten 19. Jahrhundert und im 20. Jahrhundert. Der Ort war historisch Teil der Bailliage de Vesoul innerhalb der Provinz Franche-Comté. Fresnes-sur-Apance gehörte von 1793 bis 1801 zum District Bourbonne. Zudem von 1793 bis 1801 zum Kanton Fresnes-sur-Apance und seit 1801 zum Kanton Bourbonne-les-Bains.

## Bevölkerungsentwicklung
| Jahr                       | 1962 | 1968 | 1975 | 1982 | 1990 | 1999 | 2006 | 2019 |
| Einwohner                  | 343  | 300  | 244  | 243  | 217  | 170  | 157  | 146  |
| Quellen: Cassini und INSEE |      |      |      |      |      |      |      |      |

## Sehenswürdigkeiten
- Kirche Saint-Julien von 1770–1773
- Kapelle Notre-Dame-de-Pitié aus dem Jahr 1855
- Denkmal für die Gefallenen

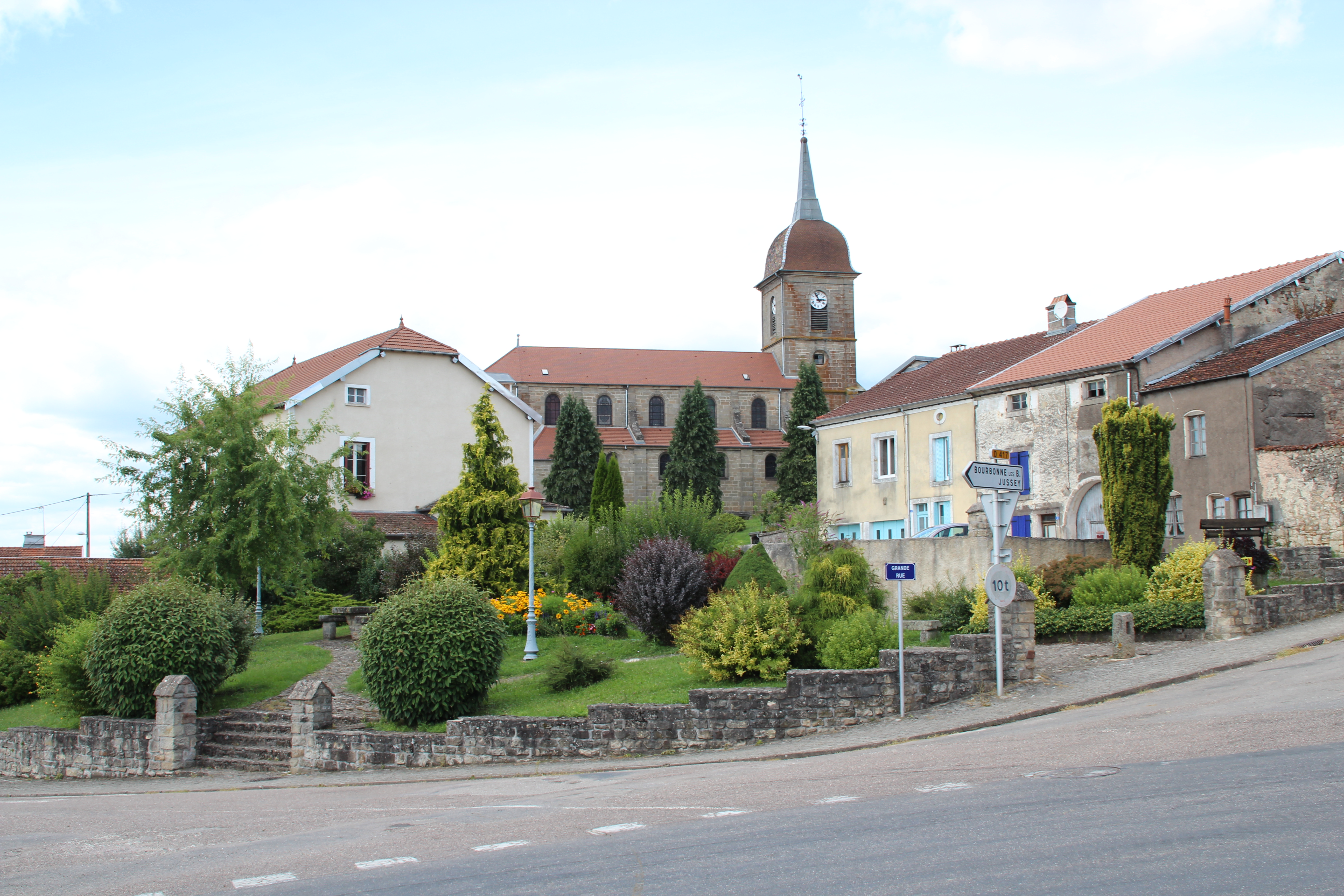
Ansicht des Dorfs mit der Kirche
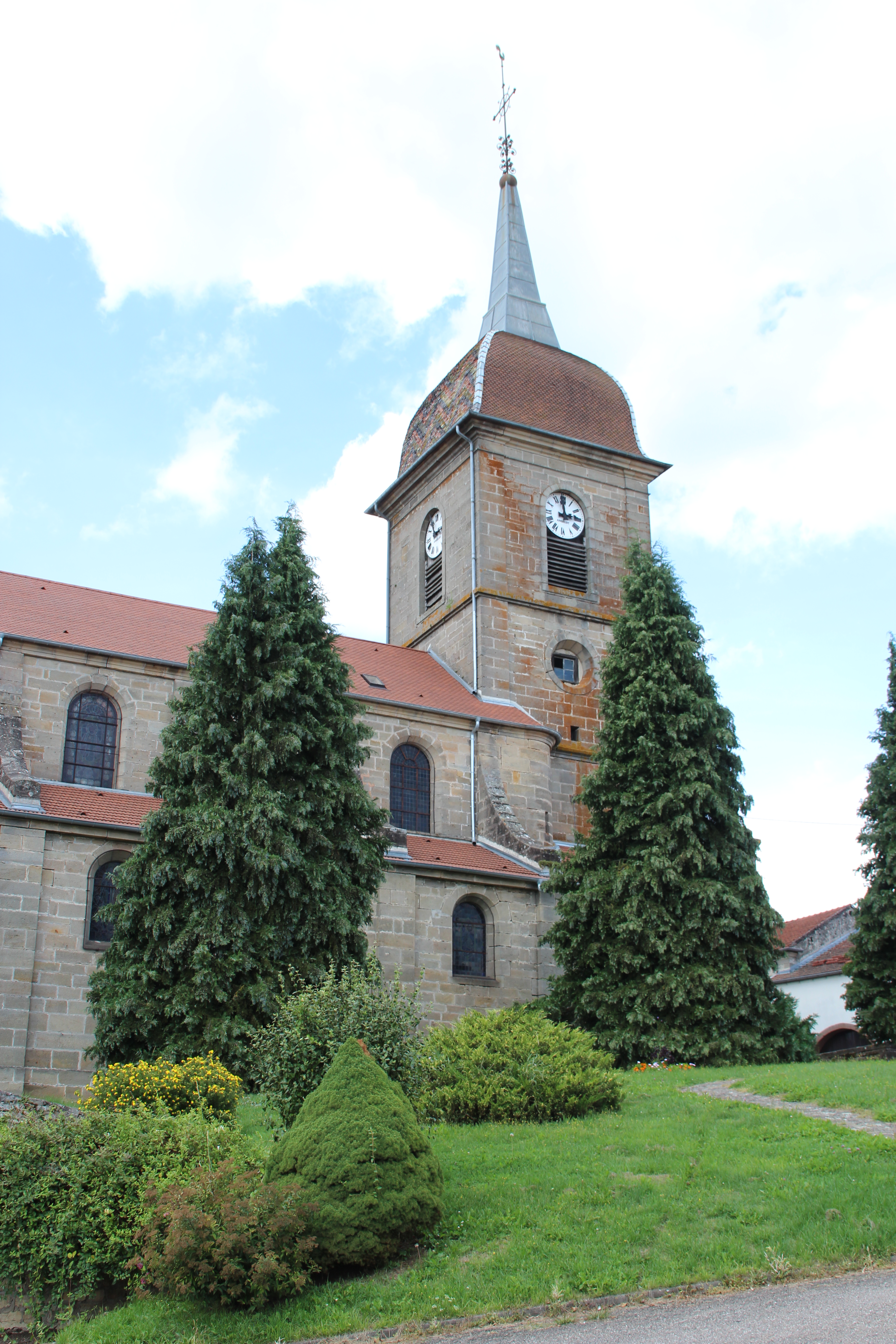
Kirche Saint-Julien
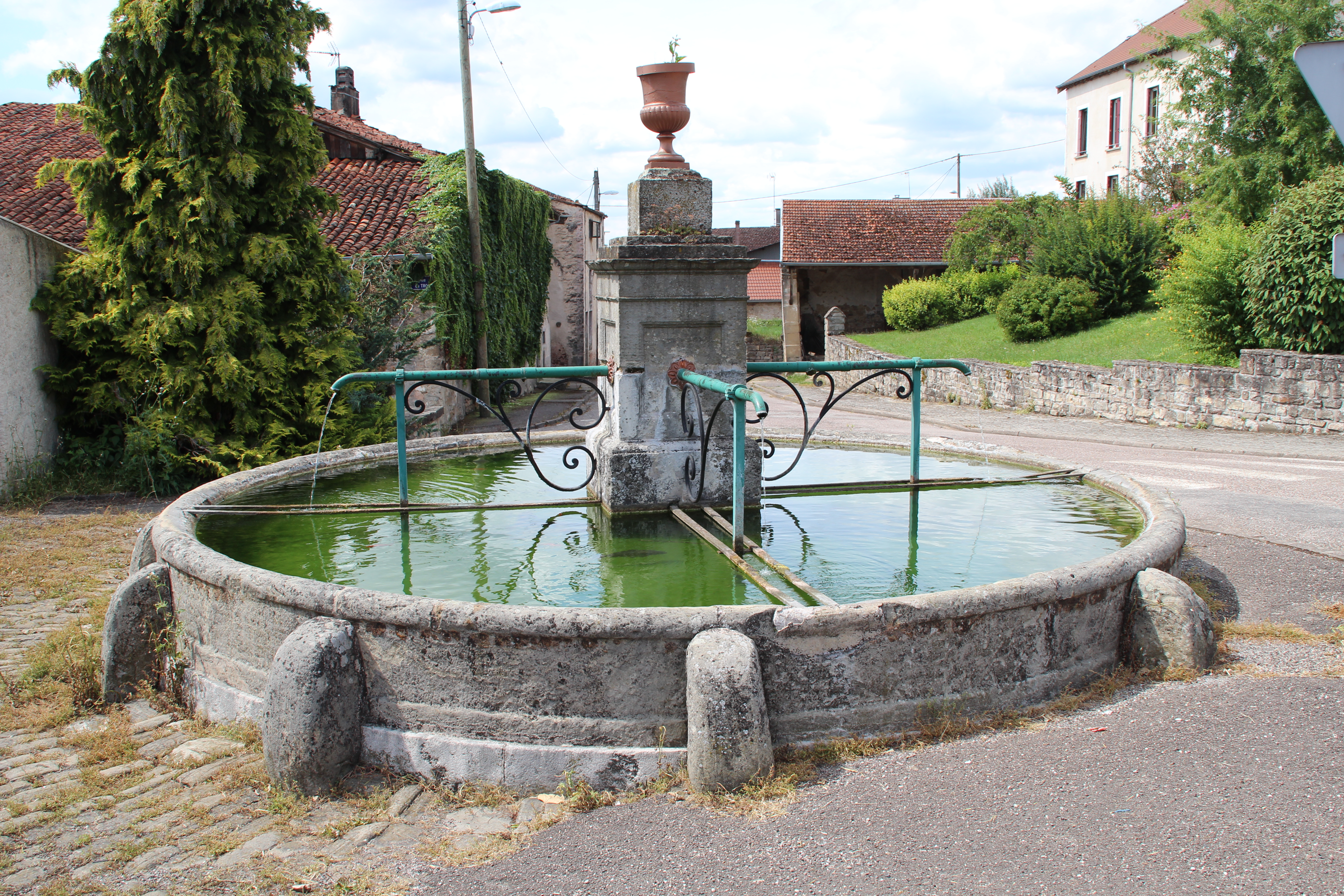
Brunnen
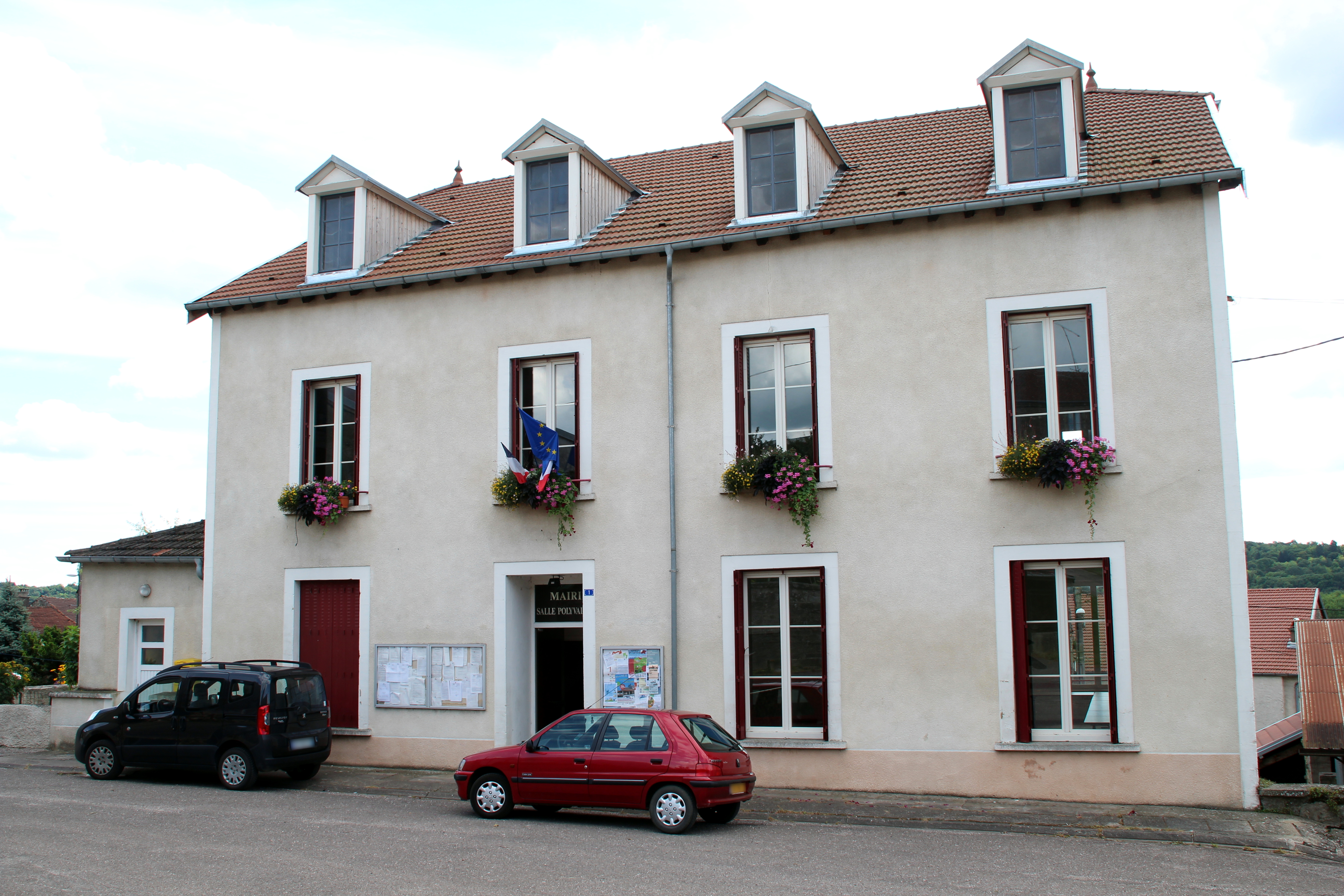
Bürgermeisteramt
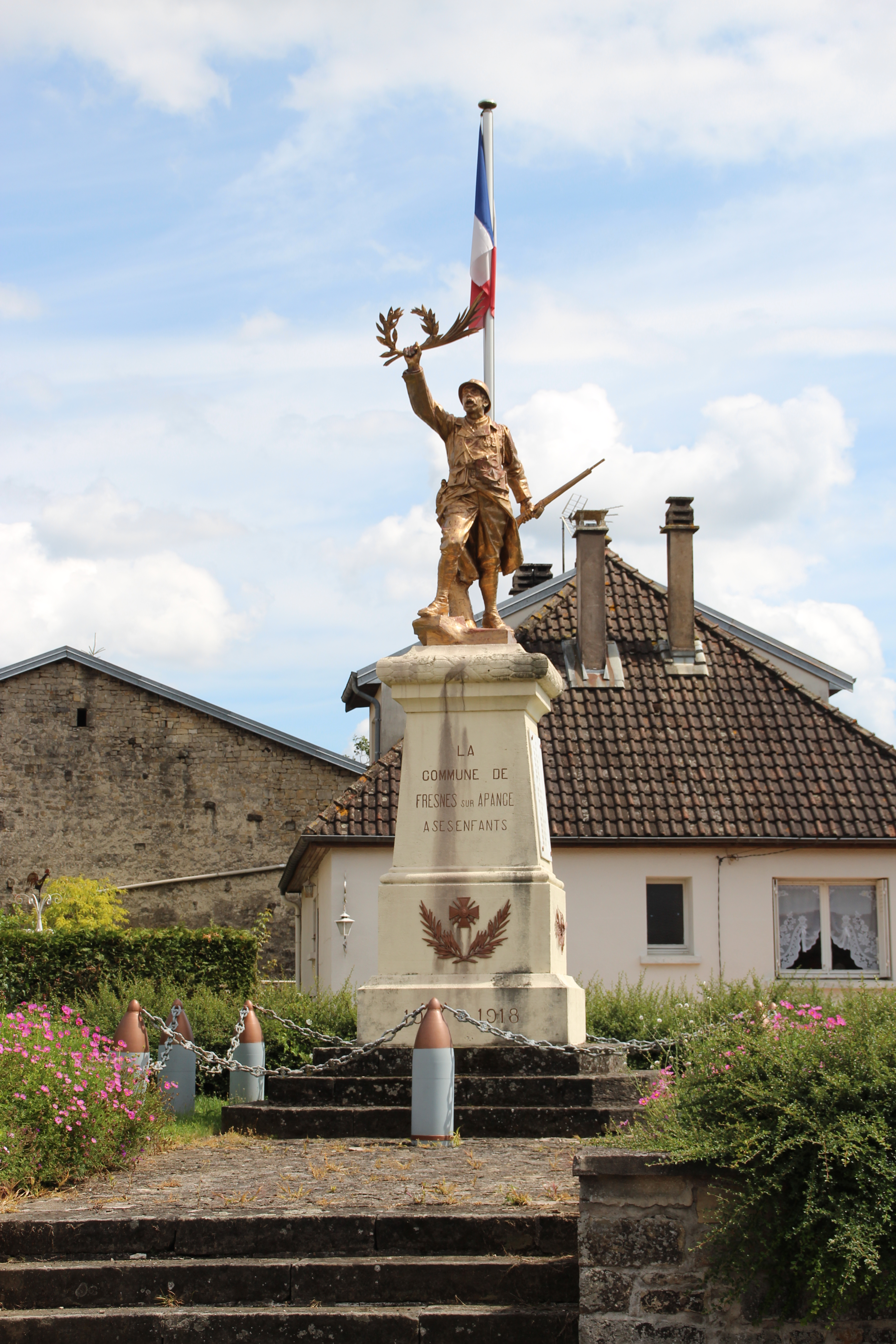
Denkmal für die Gefallenen
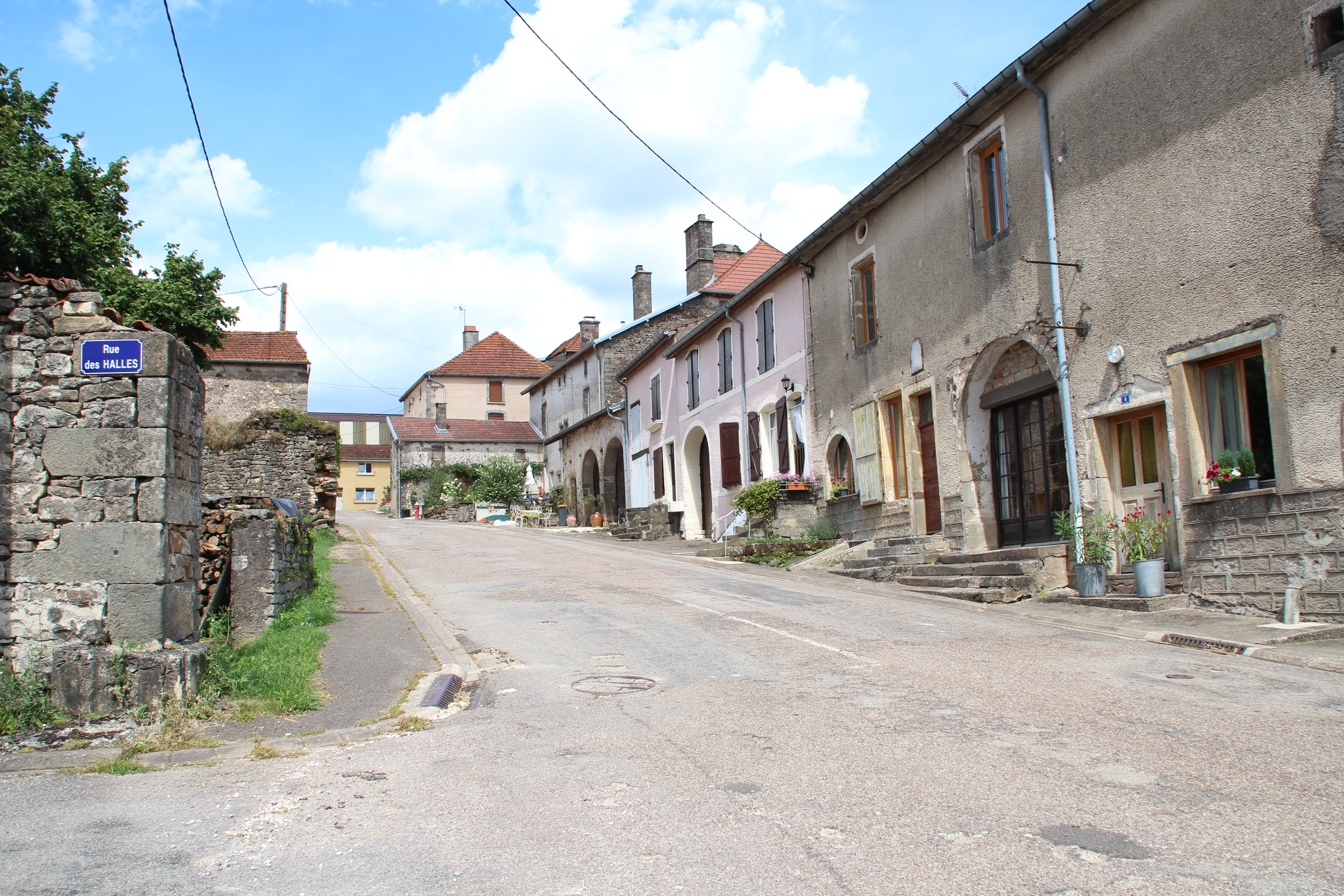
Teilansicht des Dorfs